# Auguste-Joseph Franchomme
Pour les articles homonymes, voir Franchomme.

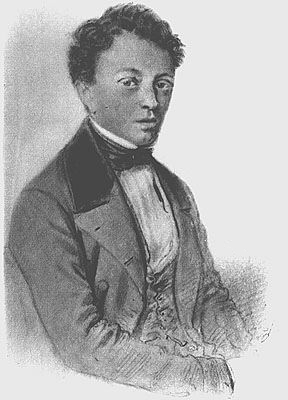
Auguste Franchomme, jeune

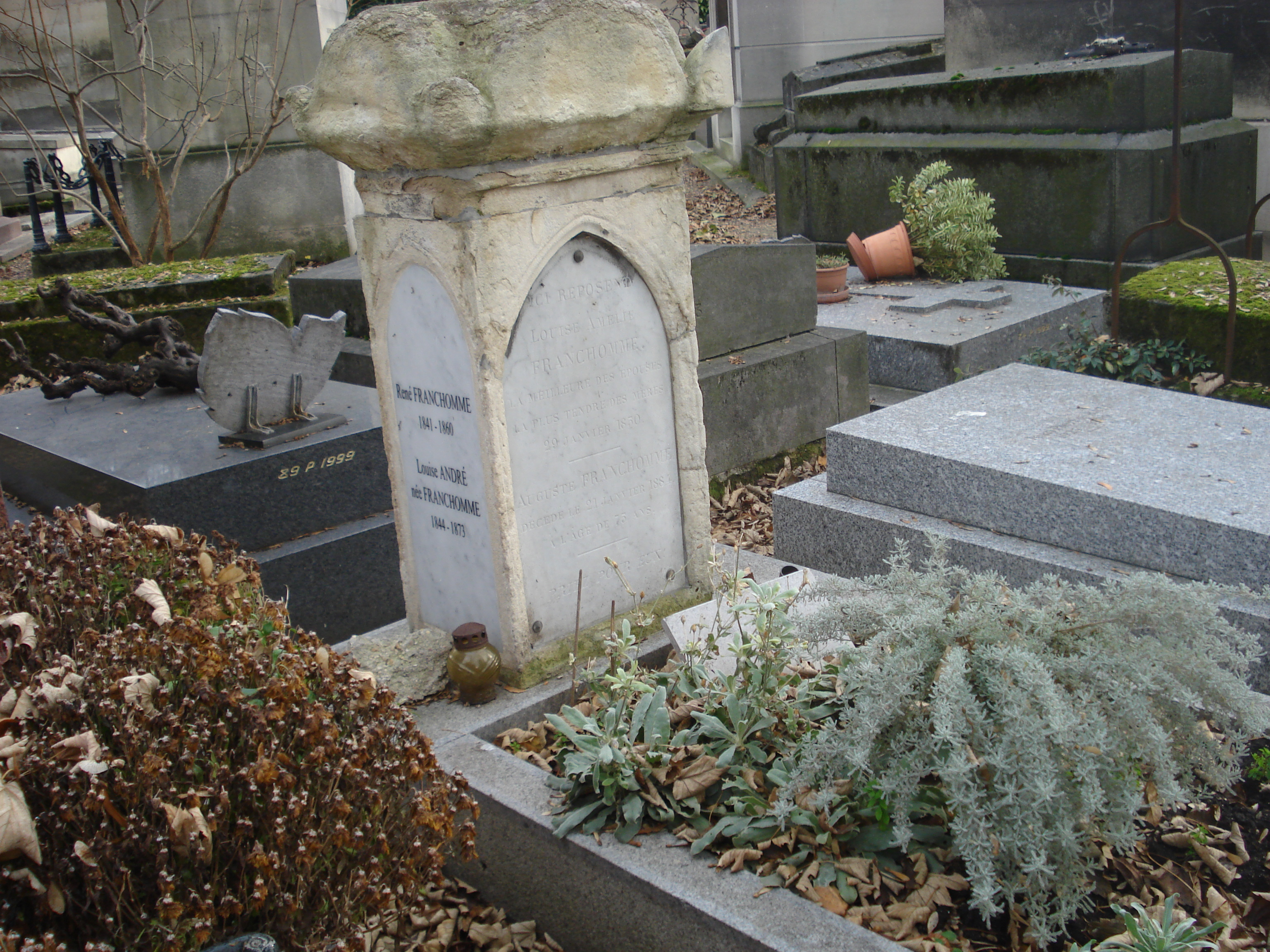
Tombe d'Auguste-Joseph Franchomme et de sa famille - Cimetière Montmartre.

Auguste-Joseph Franchomme (on prononce \fʁɑ̃.kɔm\) est un violoncelliste et compositeur français, professeur de violoncelle du Conservatoire de Paris, né à Lille le 10 avril 1808 et mort à Paris, 30 rue Chaptal (9e arrondissement) le 21 janvier 1884.

## Biographie
Il est le fils de Michel-Joseph Franchomme, musicien, et de Marie-Rose-Josèphe Lenfant mariés le 8 juillet 1807 à Lille.
Franchomme étudie au conservatoire de Lille avec Louis Maes, avec qui il obtient son premier prix en 1821, et Pierre Baumann, puis avec Jean-Henri Levasseur et Louis Norblin au Conservatoire de Paris, obtenant son premier prix dès sa première année.
Il débute dans divers orchestres, et en 1828 devient violoncelliste solo de la chapelle royale.
Il est fondateur et membre, avec le violoniste Delphin Alard (maître de Pablo de Sarasate) et le pianiste Charles Hallé (fondateur de l'Hallé Orchestra), du quatuor Alard, l'une des rares formations de musique de chambre composée de musiciens professionnels. Il est également membre fondateur de la Société des concerts du Conservatoire.
Franchomme lie d'étroites amitiés avec Félix Mendelssohn, lors de sa visite à Paris en 1831, et surtout avec Frédéric Chopin. Les deux musiciens collaborent sur le Grand Duo concertant pour piano et violoncelle (1833) sur des thèmes de l'opéra de Giacomo Meyerbeer, Robert le Diable. Franchomme réécrit la partie de violoncelle de la Polonaise brillante, op. 3 et Chopin lui dédie sa Sonate pour piano et violoncelle, op. 65.
À l'exception d'un voyage en Angleterre qu'il effectue en 1856, Franchomme ne quitte guère Paris où il devient une figure centrale de la vie musicale. Il acquiert, en 1843, le Duport (Stradivarius) du fils de Jean-Louis Duport pour la somme record pour l'époque de 22 000 francs. Il achète également en 1869 le violoncelle Stradivarius "De Munck - Feuermann" datant de 1730.
Stradivarius cité dans Le Petit Parisien du 20 novembre 1893 :

« Le violoncelle de Stradivarius que possède M. Franchomme est un des plus beaux types créés par ce maître, etc. »

Les héritiers de Franchomme vendront le violoncelle 40 000 francs à Ebsworth Hill et Cie.
Camille Thomas joue sur ce violoncelle Feuermann Stradivarius de 1730 depuis 2019 sur prêt de la Nippon Music Foundation.
En 1846, il prend la suite de Norblin au poste de premier professeur de violoncelle du conservatoire de Paris, et sa classe comprend Jules Delsart, Louis Hegyesi et Ernest Gillet.
Il est le plus illustre violoncelliste de son temps, et participe à l'avancée de la technique d'archet élégante, douce, et légère de l'école française, développée par Duport. Il dispose de surcroît d'une main gauche aux grandes facilités, précise et expressive.
Il est fait  Chevalier de la Légion d'honneur le 21 janvier 1872.
Il est l'époux d'Amélie Pillot, qui lui apporte, en dot, dix-mille francs, avec la dot de sa femme, il achète un violoncelle. Louise-Amélie Pillot meurt le 16 juillet 1850, le couple étant alors domicilié au 10 rue La Bruyère.
De cette union naquirent un fils, René Franchomme, (1841-1860) et deux filles qui épouseront successivement le même homme, le paysagiste Édouard André :
- Louise-Joséphine, née à Paris le 9 juillet 1844, mariée le 9 septembre 1864 à Paris 9e qui décédera à La Croix-en-Touraine le 26 avril 1873.
- Marie-Amélie-Cécile, née à Paris le 19 décembre 1838, mariée le 3 février 1877 à Paris 9e.
- René Franchomme (1841-1860), musicien prometteur, il jouait en solo âgé de 9 ans (Le Ménestrel, 4 mai 1851), Charles Villagre termine sa biographie d'Auguste Franchomme ainsi : « Monsieur Franchomme a un fils René Franchomme. On dit qu'à peine âgé de 11 ans, il est déjà, non seulement un délicieux interprète d'une grande partie des œuvres de son père, mais encore un compositeur lui-même, témoin les mélodies gracieuses et originales qu'il exécute avec tout le charme de la plus naïve et de la plus touchante simplicité ».

Auguste-Joseph Franchomme avait un frère, Jean-Baptiste-Victor Franchomme, né le 24 avril 1815 à Lille, flûtiste, élève du Conservatoire de Lille ; en 1833, il faisait partie de l'orchestre du Palais-Royal, lorsqu'une malheureuse et folle passion pour l'actrice Mlle Déjazet qui faisait la vogue du théâtre du Palais-Royal, l'a porté à se donner la mort à l'aide d'un poison violent. Il a été rappelé à la vie, pour quelque temps du moins, et est revenu à Lille recevoir de ses parents les soins que son état exigeait, mais le poison fit des ravages dans son estomac et au bout de trois mois d'agonie, il décéda. Il avait écrit à Mlle Déjazet une lettre empreinte de l'exaltation la plus vive, qui se terminait par des adieux de mort. Cette mort eut une suite imprévue racontée par Henry Lecomte dans Virginie Déjazet, d’après ses papiers et sa correspondance :

« L'aventure, banale en somme, devait avoir, quelques années plus tard, une suite imprévue autant que touchante. Déjazet, qui était allée donner des représentations à Lille, voulut rendre visite à la tombe du musicien mort pour elle et la vit, avec étonnement, couverte de ronces et d'herbes. Les parents de Franchomme, gardant rancune de son suicide, l'avaient traité en criminel. Déjazet, indignée, appela le gardien du cimetière et fit nettoyer la tombe sur laquelle on posait, deux jours après, une pierre tumulaire payée par elle et portant ces mots : « À Franchomme, une amie est venue là ». La famille, paraît-il, porta plainte, mais les tribunaux approuvèrent l'action pieuse de l'actrice, et Franchomme tint d'une étrangère la tombe que ses parents lui refusaient. »

Auguste-Joseph Franchomme meurt à l'âge de 75 ans. Ses obsèques ont lieu à l'Église de la Sainte-Trinité de Paris en 1884. Il est inhumé au cimetière Montmartre avec son épouse, Louise-Amélie Pillot, (-29 janvier 1850), son fils René (1841-1860), violoncelliste, ses filles Louise (1844-1873) et Cécile (1838-1905), ainsi qu'Édouard André, (1840-1911), époux successif de ses deux filles.

## Le musicien
Le critique musical célèbre de cette époque François-Joseph Fétis fit un éloge de Franchomme : « M. Franchomme s'est fait une brillante réputation par le succès qu'il a obtenu dans tous les concerts où il s'est fait entendre, particulièrement dans ceux du conservatoire. Une qualité de son plein charme, beaucoup de grâce et d'expression dans sa manière de chanter, et une justesse rare dans les intonations, sont des qualités par lesquelles cet artiste se distingue. Il ajoute à ce mérite celui d'écrire de la musique de fort bon goût pour son instrument, et cette musique est devenue le répertoire de la plupart des violoncellistes français ».
Franchomme a bien sûr été soliste d'orchestre mais aussi violoncelliste de quatuor à cordes au sein du fameux quatuor Alard.
Le musicien était aussi professeur, Franchomme prit la suite de Louis Norblin au Conservatoire de Paris (fonction qu'il exercera trente huit ans).

## Œuvre
Aujourd'hui largement oublié, Franchomme était un véritable compositeur romantique pour le violoncelle. Les seules œuvres du compositeur qui sont restées dans le répertoire de l'instrument sont les Caprices, op. 7 (1835) et les Études pour deux violoncelles, op. 35 (1853). Franchomme a publié quelque 55 partitions. Parmi celles-ci se trouvent :
- Grand duo concertant sur des thèmes de Robert le Diable pour pianoforte et violoncelle (1833), en collaboration avec Frédéric Chopin
- Thème varié pour violoncelle avec accompagnement de quatuor et contrebasse ab libitum ou de pianoforte, op. 1 (1837)
- Variations sur un thème favori de Boieldieu pour violoncelle avec accompagnement de quatuor à cordes ou pianoforte, op. 2 (1836), version révisée en 1854
- Variations sur un thème original pour violoncelle avec accompagnement de pianoforte, op. 3 (1836)
- Variations pour violoncelle avec accompagnement de quatuor à cordes ou pianoforte, op. 4 (1836)
- Thème original varié pour violoncelle avec accompagnement de pianoforte, op. 5 (1834) ou d'orchestre, op. 5a (1835)
- Variations sur deux thèmes (russe et écossais) pour violoncelle avec accompagnement de quatuor à cordes ou pianoforte , op. 6 (1835)
- 12 Caprices pour violoncelle avec accompagnement d'un second violoncelle ad libitum, op. 7 (1835)
- 3 Récréations pour violoncelle avec accompagnement de pianoforte, op. 8 (1836)
- Fantaisie sur le Chant de l'adieu, op. 9 (1836)
- Romance pour violoncelle avec accompagnement de 2 violons, alto, basse et contrebasse ou de pianoforte, op. 10 (1836)
- Variations sur la Romance Un soupir de Montfort pour violoncelle avec accompagnement d’orchestre ou d'un quatuor à cordes ou d'un pianoforte, op. 11 (1838)
- Sérénade pour violoncelle avec accompagnement de pianoforte, op. 12 (1837)
- Souvenirs de Norma. Fantaisie pour violoncelle avec accompagnement de pianoforte, op. 13 (1838)
- 3 Nocturnes (livre 1) pour violoncelle avec accompagnement de pianoforte ou d'un second violoncelle, op. 14 (1837)
- 3 Nocturnes (livre 2) pour violoncelle avec accompagnement de pianoforte ou d'un second violoncelle, op. 15 (1838)
- Caprice sur des airs espagnols pour violoncelle avec accompagnement de quatuor, op. 16 (1839)
- 10 Mélodies italiennes, arrangées pour violoncelle avec accompagnement de pianoforte, op. 17 (1840)
- 3 Solos pour violoncelle avec accompagnement de pianoforte, op. 18 (1841)
- 3 Nocturnes (livre 3) pour violoncelle avec accompagnement de pianoforte, op. 19 (1842)
- 3 Thèmes variés pour violoncelle avec accompagnement de pianoforte (1. Thème de Donizetti ; 2. Thème de Beethoven ; 3. Thème de Bellini), op. 22 (1842)
- 3 Airs nationaux variés pour violoncelle avec accompagnement de pianoforte, op. 25 (1842)
- Air auvergnat varié pour violoncelle avec accompagnement de orchestre ou de quatuor à cordes ou de pianoforte, op. 26 (1842)
- Souvenirs de Richard Cœur-de-Lion de Grétry. Fantaisie pour violoncelle avec accompagnement de quintette à cordes ou de pianoforte, op. 27 (1842)
- Hommage à Mr. George Onslow. Fantaisie sur des motifs des quintettes de G. Onslow pour violoncelle avec accompagnement d'orchestre ou de pianoforte, op. 28 (1842)
- Adagio pour violoncelle avec accompagnement de orchestre ou de pianoforte, op. 29 (1843)
- Thème varié pour violoncelle avec accompagnement de quatuor ou de pianoforte, op. 30 (1843)
- Fantaisie sur des motifs de la Semiramide de Rossini pour violoncelle avec accompagnement d'orchestre ou de pianoforte, op. 31 (1844)
- Deuxième air russe varié pour violoncelle avec accompagnement de quatuor à cordes ou de pianoforte, op. 32 (1845)
- Concerto pour violoncelle, op. 33 (1846)
- 12 Études pour deux violoncelles (ou violoncelle et piano), op. 35 (1853)
- Fantaisie sur une mélodie de Schubert pour violoncelle avec accompagnement de quatuor à cordes ou de pianoforte, op. 39 (1873)
- La Flûte enchantée de Mozart. Fantaisie pour violoncelle avec accompagnement de pianoforte, op. 40 (1873)

## Décorations
- Chevalier de la Légion d'honneur le 21 janvier 1872

## Sources biographiques
- « M. Franchomme, professeur au Conservatoire national de musique... ancien premier violoncelle de la Musique du roi ; Charles Villagre »
- « Biographie universelle des musiciens et bibliographie générale de la musique ; François-Joseph Fétis ; 1866 »
- Le violoncelle de Stradivarius que possède M. Franchomme ; « Le Petit Parisien » du 20 novembre 1893
- Le violoncelle de Stradivarius, comment il échut à Franchomme, comment Dupont en fit l'acquisition, « Le Temps », 26 octobre 1869
- Avec la dot de sa femme, il achète un violoncelle admirable : « Histoire de la littérature dramatique ; Tome 5 ; Jules Janin »
- Frédéric Chopin
- Delphin Alard